# Geneva Open 2017
Il Geneva Open 2017, conosciuto anche come Banque Eric Sturdza Geneva Open per motivi di sponsorizzazione, è stato un torneo professionistico di tennis giocato all'aperto sulla terra rossa. È stata la 15ª edizione dell'evento conosciuto come Geneva Open. Il torneo fa parte dell'ATP Tour 250 nell'ambito dell'ATP World Tour 2017. Il torneo si è svolto nella Tennis Club de Genève di Ginevra, in Svizzera, dal 21 al 27 maggio 2017.

## Partecipanti

### Teste di serie
| Nazionalità | Giocatore            | Ranking* | Testa di serie |
| ----------- | -------------------- | -------- | -------------- |
| Svizzera    | Stan Wawrinka        | 3        | 1              |
| Giappone    | Kei Nishikori        | 9        | 2              |
| Spagna      | Albert Ramos Viñolas | 19       | 3              |
| Stati Uniti | John Isner           | 24       | 4              |
| Stati Uniti | Steve Johnson        | 25       | 5              |
| Stati Uniti | Sam Querrey          | 28       | 6              |
| Italia      | Paolo Lorenzi        | 33       | 7              |
| Serbia      | Viktor Troicki       | 36       | 8              |
| Stati Uniti | Ryan Harrison        | 42       | 9              |

* Ranking al 15 maggio 2017.

### Altri partecipanti
I seguenti giocatori hanno ricevuto una wildcard per il tabellone principale:
- Kei Nishikori
- Janko Tipsarević
- Stan Wawrinka

Il seguente giocatore è entrato in tabellone con il ranking protetto:
- Tommy Robredo

I seguenti giocatori sono passati dalle qualificazioni:

- Daniel Altmaier
- Roberto Marcora
- Franko Škugor
- Miša Zverev

Il seguente giocatore è entrato in tabellone come lucky loser:
- Cedrik-Marcel Stebe

## Campioni

### Singolare
Stan Wawrinka ha sconfitto in finale  Miša Zverev con il punteggio di 4-6, 6-3, 6-3.
- È il sedicesimo titolo in carriera per Wawrinka, primo della stagione e secondo consecutivo a Ginevra.

### Doppio
Jean-Julien Rojer /  Horia Tecău hanno sconfitto in finale  Juan Sebastián Cabal /  Robert Farah con il punteggio di 2-6, 7–6(9), [10-6].